# Bellatheta idana
Bellatheta idana – gatunek chrząszcza z rodziny kusakowatych i podrodziny Aleocharinae.
Gatunek ten opisany został w 2015 roku przez Volkera Assinga na podstawie 10 okazów odłowionych w południowo-zachodniej części greckiej gminy Anoja w 2014 roku.
Chrząszcz bardzo podobny do Bellatheta albimontis, od którego ma jednak mniej trapezowate przedplecze. Samiec wyróżnia się od wspomnianego gatunku wyraźnie wypukłą tylną krawędzią ósmego sternitu odwłoka. Jego edeagus ma środkowy płat długości około 0,3 mm oraz głęboko rozdwojony i w widoku bocznym nieco kanciasto zakrzywiony wyrostek brzuszny.
Owad palearktyczny, endemiczny dla Krety. Spotykany w glebie na pograniczu pól śnieżnych, na wysokości 1670–1700 m n.p.m.